# Mullo

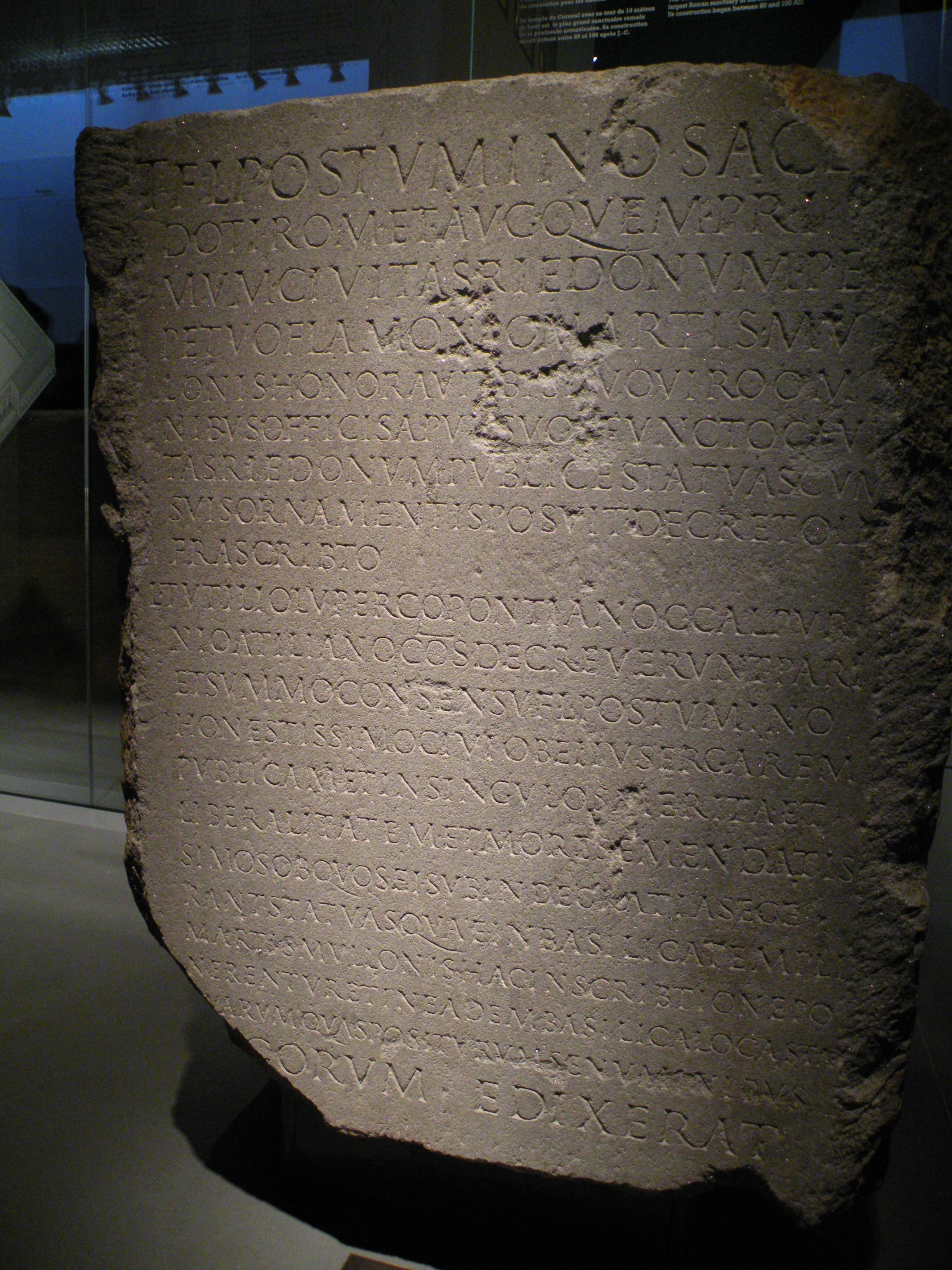
Pedra dedicada a Marte Mullo (Rennes, Museu da Bretanha).

Mullo é um deus céltico. É conhecido por inscrições e está associado ao deus Marte na forma de Marte Mullo. 
O culto ao deus era popular na Gália do Norte e do Norte ocidental, particularmente na Britânia e Normandia.
Marte Mullo teve um templo circular em Craon na Mayenne, situado em um outeiro dominando uma confluência de dois rios. A inscrição em Nantes reflete a presença de um santuário na localidade. Um centro importante de culto deve ter existido em Rennes, a capital tribal dos Redones: aqui as inscrições se referem à presença no passado de estátuas e à existência de um culto público oficial. Magistrados da cidade foram de vital importância na abertura de santuários urbanos dedicados a Mullo no 2o. século D.C. Em Allonnes, Sarthe um santuário foi aberto para Marte Mullo, como sendo um curandeiro de aflições oculares. Sua importância é sugerida por seu vínculo com Augusto, em uma inscrição dedicatória. Peregrinos que visitaram o santuário ofereceram numerosas moedas ao deus, junto com imagens votivas das partes de seus corpos afligidas, os problemas oculares claramente manifestos.